# Banaur
Banaur (ook gespeld als Banur) is een nagar panchayat (plaats) in het district Patiala van de Indiase staat Punjab. 

## Demografie
Volgens de Indiase volkstelling van 2001 wonen er 15.005 mensen in Banaur, waarvan 54% mannelijk en 46% vrouwelijk is. De plaats heeft een alfabetiseringsgraad van 61%. 